# Plante fossile
Pour un article plus général, voir Espèce fossile.
Les plantes fossiles sont des organismes jadis vivants, appartenant à des espèces pour la plupart disparues. La discipline qui les étudie est la paléobotanique.

## Définition

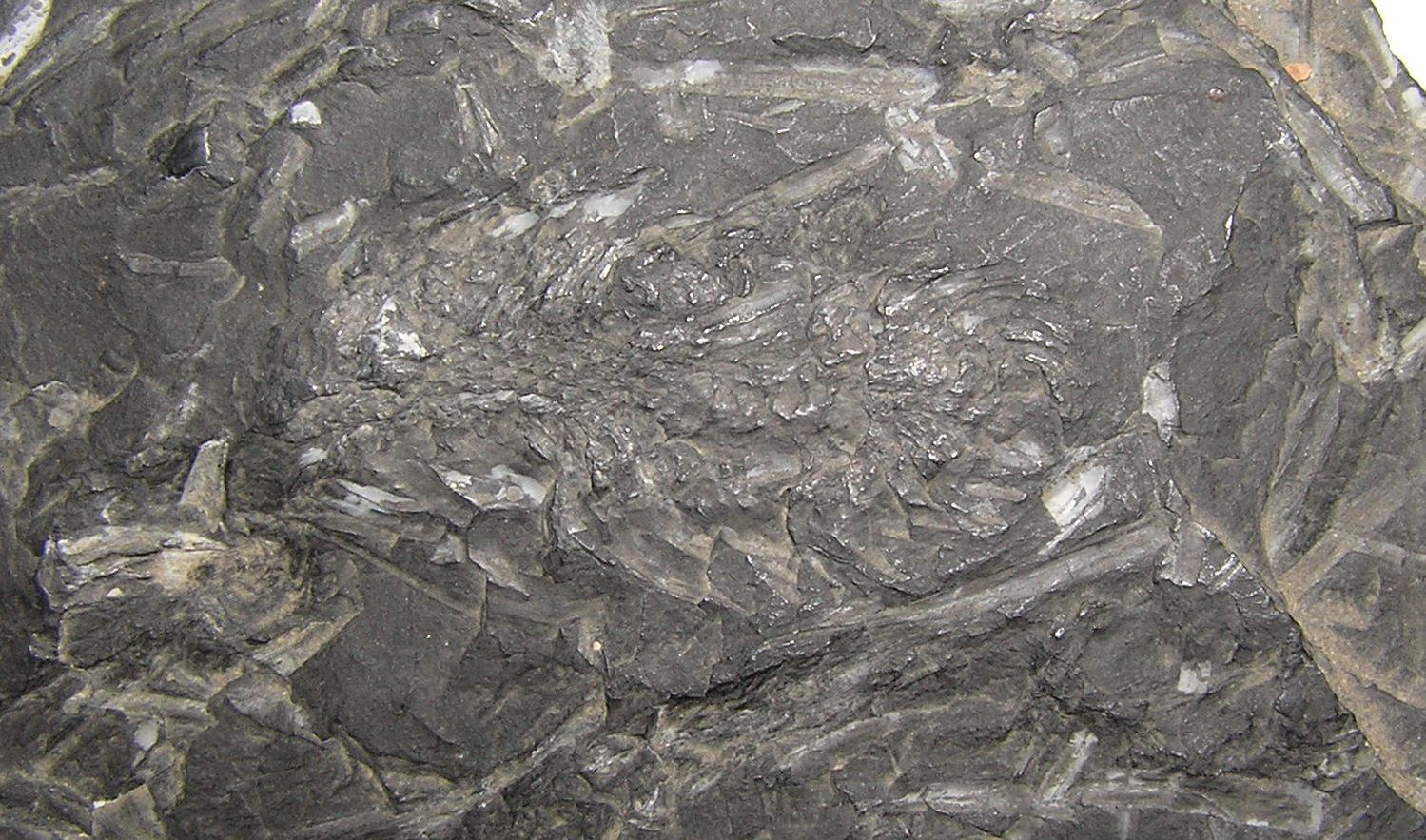
Fossile de Lepidostrobus variabilis.

Les groupes botaniques dont elles font partie, principalement des embryophytes, sont parfois aussi appelées à tort « plantes préhistoriques » ou « fossiles vivants » : ces expressions sont scientifiquement impropres (bien que la seconde soit due à Charles Darwin) car les espèces actuelles appartenant à ces groupes ne sont par définition ni préhistoriques, ni fossilisées.
Les plus anciennes traces fossiles de plantes pluricellulaires datent du Calymnien, période de l'ère Mésoprotérozoïque. Tout porte à penser qu'il s'agit d'algues (d'abord monocellulaires, puis pluricellulaires), apparues en milieu aquatique il y a au moins 1,2 milliard d'années à partir d'une symbiose entre des bactéries photosynthétiques (cyanobactéries) et des eucaryotes (biflagellés). Les algues vertes apparaissent pendant l'Ordovicien, il y a près de 500 millions d'années, et leurs traces fossiles montrent qu'elles produisaient déjà de la chlorophylle a et b.
Les plus anciennes traces fossiles de plantes terrestres datent de l'Ordovicien supérieur, au cours du Paléozoïque, lorsque les végétaux partent à la conquête des terres, donnant naissance aux premières plantes terrestres. Celles-ci ont commencé à se diversifier à la fin du Silurien, il y a environ 420 millions d'années, et les résultats de cette diversification sont visibles en détail sur un site écossais du début du Dévonien connu sous le nom de flore de Rhynie. Les premières fougères sont apparues dès le Carbonifère (en Amérique le Mississippien), tout comme les arbres à écorces (conifères du Pennsylvanien américain).
Du point de vue de leur anatomie macroscopique et de leur allure générale (mais pas forcément du point de vue de la taille, ni de la teneur en lignine, cellulose et hémicellulose, ni de la génétique) certaines lignées auxquelles appartiennent les plantes fossilisées, sont restées morphologiquement assez stables pendant l'étendue des temps géologiques. Ainsi certaines plantes fossiles sont structurées anatomiquement en suivant des plans d'organisation qui ont persisté jusqu'à nos jours chez certaines espèces, dites alors « espèces panchroniques ». Des exemples d'espèces panchroniques sont le Ginkgo biloba ou le Sciadopitys verticillata.

## Quelques exemples de plantes conservées à l'état fossile
- Araucaria mirabilis (en)
- Archaeopteris
- Calamites
- Glossopteris
- Hymenaea protera
- Lepidodendron
- Programinis burmitis
- Synlycostrobus